# Eutettix lanceolatus
Eutettix lanceolatus är en insektsart som beskrevs av Delong och Harlan 1968. Eutettix lanceolatus ingår i släktet Eutettix och familjen dvärgstritar. Inga underarter finns listade i Catalogue of Life.